# 全日本ボウリング協会
公益財団法人JAPAN BOWLING（ジャパンボウリング）は、日本におけるアマチュアボウリング競技を統括し、ジュニアボウラーの育成強化や全国大会の開催を通じて、アマチュアボウリング競技等を促進するために活動する公益法人、国内競技連盟。日本オリンピック委員会、日本スポーツ協会、日本ワールドゲームズ協会、国際ボウリング連盟及びアジアボウリング連盟（ABF）に加盟している。

## 概要
1964年に設立。前身は1955年に設立した日本ボウリング連盟。
アマチュアのボウリング競技を主催するほか、競技に使用することが可能であるJB公認競技場の認定を行っている。

## 主な主催大会
- 全日本ボウリング選手権大会
- NHK杯全日本選抜ボウリング選手権大会
- 全日本実業団ボウリング選手権大会
- 全日本実業団産業別ボウリング選手権大会
- 全日本大学ボウリング選手権大会
- 全日本高校ボウリング選手権大会
- 全日本中学ボウリング選手権大会
- 全国都道府県対抗ボウリング選手権大会
- 全国高等学校対抗ボウリング選手権大会

## 加盟団体
- 北海道ボウリング連盟など、47都道府県に各ボウリング連盟が組織されている[1]。